# Bill Bright

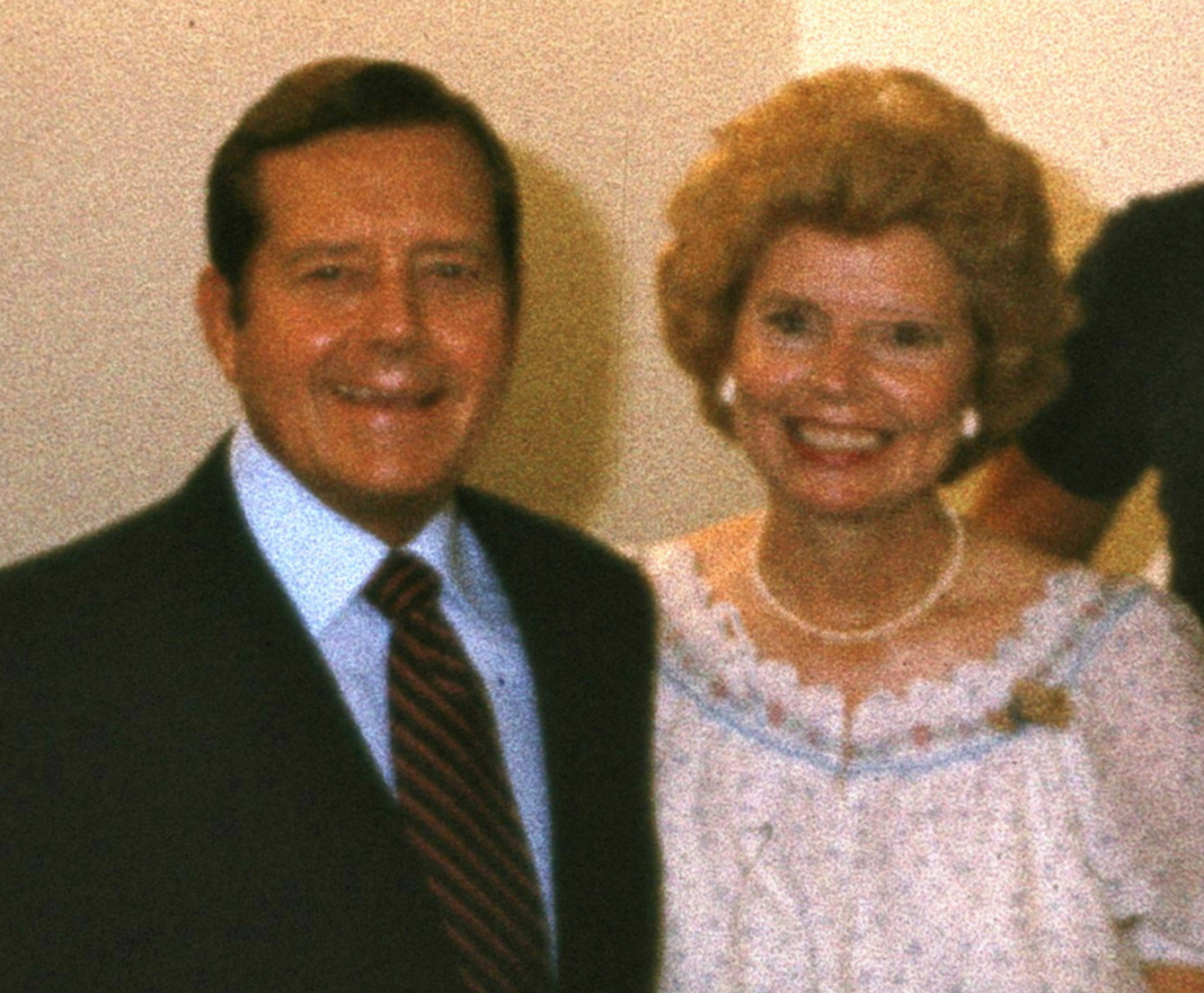
Bill Bright

Mục sư tiến sĩ Bill Bright (19 tháng 10 năm 1921 – 19 tháng 7 năm 2003), một trong những người có ảnh hưởng nhất trong Cơ Đốc Giáo thời hiện đại
Người đã sáng lập Hội Truyền giáo Cho Đấng Christ (còn gọi là tổ chức truyền giáo CCC hay Hội Chinh Phục Sinh Viên Cho Đấng Christ) - Một tổ chức truyền giáo phi hệ phái Tin Lành lớn nhất thế giới hiện nay, có mặt trên hơn 193 quốc gia và vùng lãnh thổ, nhân sự trọn thời gian lên đến hơn 26.000 người.